# BioPerl
BioPerl
— большая коллекция модулей Perl, которые облегчают разработку скриптов Perl для задач биоинформатики. BioPerl сыграл важную роль в Проекте «Геном человека».
BioPerl написан на языке программирования Perl, благодаря этому поддерживается кросплатформенность готовых решений (Linux, большинство UNIX-подобных систем, Mac OS X, Microsoft Windows). Разрабатывается и распространяется свободно и открыто. Обладает активным международным сообществом разработчиков и учёных.

## История создания
BioPerl — активный программный проект Программного обеспечения с открытым исходным кодом, который поддерживается Open Bioinformatics Foundation. Первый набор кодов Perl для BioPerl был создан Tim Hubbard и Джонгом Бхаком в Medical Research Council (United Kingdom) (MRC) центре Кембриджа, где было выполнено первое секвенирование генома Фредом Сэнгером. Центр MRC был одним из центров и мест рождения современной биоинформатики, поскольку он имел большое количество последовательностей ДНК и трехмерных белковых структур.
Tim Hubbard использовал библиотеку Perl th_lib.pl, которая содержала множество полезных подпрограмм Perl для биоинформатики. Джонг Бхак, первый аспирант Tim Hubbard, создал скрипт jong_lib.pl. Бхак объединил две библиотеки подпрограмм Perl в Bio.pl.
Название BioPerl было придумано совместно Бхаком и  Стивеном Бреннером в Центре белковой инженерии (CPE). В 1995 году Бреннер организовал BioPerl секцию на конференции Intelligent Systems for Molecular Biology (ISMB), которая прошла в Кембридже. В ближайшие месяцы у BioPerl появились пользователи, в их числе Георг Фуеллен, который организовал учебный курс в Германии. Коллеги и студенты Фуеллена значительно расширили BioPerl.
Далее BioPerl был расширен другими пользователями, среди которых Стив Червиц (активно разрабатывал коды Perl для своей базы данных генома дрожжей). Значительное расширение произошло, когда к команде разработчиков присоединился студент из Кембриджа Ewan Birney.
Первый стабильный выпуск состоялся 11 июня 2002 года. Самый последний стабильный (с точки зрения API) выпуск — 1.7.8 от 03 февраля 2021 года. Также периодически выпускаются выпуски для разработчиков. Версия серии 1.7.x считается самой стабильной (с точки зрения ошибок) версией BioPerl и рекомендуется для повседневного использования.

### Влияние на проект «Геном человека»
За время своего существования Проект «Геном человека» столкнулся с несколькими проблемами. Некоторые из этих проблем были решены, когда многие лаборатории геномики начали использовать Perl. Одной из таких проблем был процесс анализа всех последовательностей ДНК. Некоторые лаборатории создавали большие монолитные системы со сложными реляционными базами данных, отладка и внедрение которых занимали целую вечность, и их превзошли новые технологии. Другие лаборатории научились создавать модульные слабосвязанные системы, части которых можно было менять местами при появлении новых технологий. Многие из первоначальных результатов всех лабораторий были неоднозначными. В конце концов было обнаружено, что многие из шагов могут быть реализованы в виде слабо связанных программ, запускаемых с помощью сценария оболочки Perl.
Еще одна проблема, которая была исправлена, это — обмен данными. В каждой лаборатории обычно были разные программы, которые они запускали со своими скриптами, что приводило к нескольким преобразованиям при сравнении результатов. Чтобы исправить это, лаборатории коллективно начали использовать супернабор данных. Один сценарий использовался для преобразования из супернабора в набор каждой лаборатории, а другой — для обратного преобразования. Это минимизировало количество необходимых скриптов и обмен данными стал упрощен с Perl.

## Особенности и примеры
Чтобы воспользоваться преимуществами BioPerl, пользователю необходимо базовое понимание языка программирования Perl, включая понимание того, как использовать perl-ссылки, модули, объекты и методы Perl.
BioPerl не включает в себя готовые программы, а предоставляет универсальные программные модули для многих типовых задач биоинформатики. Это облегчает написание скриптов и конвейеров для манипулирования с последовательностями нуклеотидов и аминокислот, доступа к базам данных, с использованием различных форматов хранения биологических данных, выполнения и анализа результатов в разнообразных программах биоинформатики, например, BLAST, ClustalW, T-COFFEE (tcoffee.), HMMER и других.
В целом модули BioPerl позволяют:
- Доступ к нуклеотидным и белковым последовательностям, которые хранятся в локальных и удалённых биологических базах данных.

Пример доступа к GenBank (удалённая база данных) для получения последовательности:
```
#!/usr/bin/perl -w

use
 
Bio::DB::GenBank
;

my
 
$db_obj
 
=
 
Bio::DB::GenBank
->
new
;
 
# Этот объект умеет разговаривать с GenBank

my
 
$seq_obj
;

$seq_obj
 
=
 
$db_obj
->
get_Seq_by_acc
(
'J00522'
);
 
# используя Accession Number

$seq_obj
 
=
 
$db_obj
->
get_Seq_by_version
(
'J00522.1'
);
 
# Accession.version

$seq_obj
 
=
 
$db_obj
->
get_Seq_by_gi
(
'25829'
);
 
# GI Number

print
 
$seq_obj
->
display_id
(),
 
"\n"
;
 
# вывести человеко-читаемый идентификатор последовательности 

print
 
$seq_obj
->
desc
(),
 
"\n"
;
 
# вывести описание последовательности

print
 
$seq_obj
->
seq
(),
 
"\n"
;
 
# вывести последовательность

use
 
Bio::SeqIO
;

my
 
$seqOut
 
=
 
new
 
Bio::
SeqIO
(
-
format
 
=>
 
'genbank'
);

$seqOut
->
write_seq
(
 
$seq_obj
 
);

```

- Преобразование форматов биологических записей баз данных и файлов.

Пример кода для преобразования форматов
```
use
 
Bio::SeqIO
;

my
 
$usage
 
=
 
"all2y.pl informat outfile outfileformat"
;

my
 
$informat
 
=
 
shift
 
or
 
die
 
$usage
;

my
 
$outfile
 
=
 
shift
 
or
 
die
 
$usage
;

my
 
$outformat
 
=
 
shift
 
or
 
die
 
$usage
;

my
 
$seqin
 
=
 
Bio::SeqIO
->
new
(
 
-
fh
 
=>
 
*
STDIN
,
 
-
format
 
=>
 
$informat
,
 
);

my
 
$seqout
 
=
 
Bio::SeqIO
->
new
(
 
-
file
 
=>
 
">$outfile"
,
 
-
format
 
=>
 
$outformat
,
 
);

while
 
(
my
 
$inseq
 
=
 
$seqin
->
next_seq
)

{

   
$seqout
->
write_seq
(
$inseq
);

}

```

- Анализ отдельных последовательностей.

Сбор статистики для заданной последовательности
```
use
 
Bio::Tools::SeqStats
;

my
 
$seq_stats
 
=
 
Bio::Tools::SeqStats
->
new
(
$seqobj
);

# Возвращает ссылку на двухэлементный массив, который содержит наибольшую нижнюю границу и наименьшую верхнюю границу молекулярной массы последовательности

my
 
$weight
 
=
 
$seq_stats
->
get_mol_wt
();

my
 
$monomer_ref
 
=
 
$seq_stats
->
count_monomers
();
 
# количество мономеров (нуклеотидов)

# Для нуклеотидной последовательности

my
 
$codon_ref
 
=
 
$seq_stats
->
count_codons
();
 
# количество кодонов

```

- Поиск похожих последовательностей.
- Создание и манипулирование выравниванием последовательностей.
- Поиск генов и других структур в геномной ДНК.
- Создание машиночитаемых аннотаций последовательности.

## Применение
Помимо непосредственного использования конечными пользователями,
BioPerl также является базой для широкого спектра биоинформатических инструментов, в том числе:
- SynBrowse[5]

- GeneComber[6]

- TFBS[7]

- MIMOX[8]

- BioParser[9]

- Вырожденный праймер дизайн[10]

- Запросы к общедоступным базам данных[11]

- Текущая сравнительная таблица[12]

Новые инструменты и алгоритмы от внешних разработчиков часто интегрируются непосредственно в сам BioPerl:
- Работа с филогенетическими деревьями и вложенными таксонами[13]

- FPC Web tools[14]

## Преимущества
В настоящее время, BioPerl содержит около 1000 модулей. Является одним из первых репозиториев биологических программных модулей, который значительно повысил удобство и скорость решения задач биоинформатики. В BioPerl очень простые в установке Perl-модули, а также гибкий глобальный репозиторий. BioPerl использует хорошие тестовые модули для большого разнообразия процессов.
Одной из сильных сторон BioPerl является то, что он позволяет извлекать последовательности из всех видов источников: файлов, удаленных биологических баз данных (GenBank, SwissProt/UniProt, GenPept, EMBL, SeqHound, Entrez Gene и RefSeq), локальных баз данных, независимо от их формата.

## Недостатки
Есть много способов использовать BioPerl, от простого написания сценариев до очень сложного объектно-ориентированного программирования. Иногда это делает язык Perl трудным для понимания. Из большого количества модулей BioPerl, некоторые не всегда работают так, как ожидается.

## Подобные библиотеки на других языках программирования
Существуют следующие подобные BioPerl библиотеки биоинформатики, которые реализованы на других языках программирования, как часть Open Bioinformatics Foundation:
- Bioconductor
- Biopython
- BioJava
- BioRuby
- BioPHP
- BioJS